# 波吉斯瓦夫四世
波吉斯瓦夫四世（波蘭語：Bogusław IV，約1255年—1309年2月24日），波美拉尼亞公爵，1278年至1309年在位。

## 家庭
1284年左右，波吉斯瓦夫和呂根親王威茨拉夫二世的女兒瑪格麗特結婚，兩人共有1子2女：
1. 歐菲米亞（英语：Euphemia of Pomerania）（1285年—1330年），丹麥王后
2. 瓦季斯瓦夫（約1290年—1326年），波美拉尼亞公爵
3. 伊莉莎白（1291年—1349年），嫁薩克森-勞恩堡的埃里希一世